# Меджилабірці
Меджилабірці (традиційно — Лаборець; словац. Medzilaborce, русин. Міджілабірцї) — місто в Словаччині, Меджилабірському окрузі Пряшівського краю. Розташоване в північно-східній частині Словаччини, у долині ріки Лаборець на автошляху Гуменне-Полата-Радошиці (пол. Radoszyce)-Сянік (пол. Sanok). Складовою частиною міста є колись самостійні села Борів (словац. Borov) та Видрань (словац. Vydraň). З 1996 р. Меджилабірці- адміністративний центр Меджилабірського округу. В околиці міста більшість сіл з населенням русинського або українського походження, за віросповіданням греко-католики або православні.

## Назва
В кінці 18 століття угорська адміністрація поселення називала «Mezőlaborc», тобто Польовий Лаборець, від угорського «mező», що означає поле. Чеська адміністрація прийняла цю назву як «Medzilaborce» скоріше за випадковим збігом голосних та приголосних а не за сенсом, з чого виникло Межилабірці.
Друга версія походження назви говорить про те, що містечко розташоване між початками річки Лаборець, тобто Меджи Лабірці— Межжилабірці. Однак річка Лаборець тече у своєму кориті а до неї втікає Видранька, не інший Лаборець.
Третя версія спирається на легенду про князя Лаборця, якого схопили угорці над річкою, повісили а решта його дружини врятувалася й оселилася тут, та назвала це поселення Лаборець на честь князя.
Люди справді місто називають Лаборець, але згідно з поширенішою легендою за князем назвали річку, яку до того називали Свіржава, не місто.

## Географія
Місто розташоване в північній частині східної Словаччини недалеко польського кордону, у північній частині Низьких Бескидів, у Лаборецькій височині, у долині річки Лаборець при впадінні її лівосторонньої притоки Видраньки. Оточене горами Кичара, Кам'яна та Убоча, які зображені на гербі міста. В центрі міста є перехрестя доріг на південь до Гуменного (42 кілометрів), на північ до Чертижного (11 кілометрів) та на схід до Полати (8 кілометрів) з продовженням до Команчі (20 кілометрів).
До міста були адміністративно приєднані два села: Борів на півночі та Видрань на півночному сході, завдяки чому кадастр міста примикає до кордону з Польщею біля села Довжиця (пол. Dołżyca). Місцеві топоніми: Борів, Видрань, Піднягівчик, Мочарани, Данова. Одну частину міста називають неофіційно народноромовною мовою «Берег» від сукупності житлових будинків, які збудували на верху на схід від православного храму і офіційно в минулому називалась «Sídlisko Vrch».
Місто межує на півночі з селами Габура, Калинів, на сході з селом Полата, на півдні з селами Нягів та Красний Брід, на заході з селами Рокитівці та Микова.
Висота в центрі міста 326 метрів, у кадастрі від 300 до 822 метрів над рівнем моря.

## Історія
Вперше місто згадується в грамоті угорського короля Людовика I Великого у 1347 році як володіння князів Другетів, село Мезоброд. Перша згадка про Меджилабірці як про місто зустрічається у 1543 році. Починаючи з 1684 року Меджилабірцями володіла родина Чакі. З 1910 році місто стало районним центром Земплинскої жупи. За часів Першої та Другої світових воєн Меджилабірці були сильно зруйновані, що негативно відбилося на подальшому розвитку міста. У 1958 році почалася індустріалізація міста.
У 1991 р. організація «Русинська оброда» (Русинське відродження) скликала у Меджилабірцях 1-й Всесвітній конгрес русинів. Після того у місті час від часу відбуваються культурні події русинської громади.

## Економіка та інфраструктура
У місті Меджилабірці найбільшу традицію має скляна і машинобудівна промисловість.
У скляної промисловості від 1970 року знаходилась філія чеської Яблунецької скляної (словац. Jablonecké sklárne) фабрики, де працювало до 600 чоловік. Після приватизації компанія закінчила свою діяльність. Компанія Glass LPS є наступником 45-річної традиції склоробства в місті Меджилабірці, яка досі виробляє кришталеві люстри і точить підвіски для люстр.
Машинобудування в Меджилабірцях починала компанія Транспорта (словац. Transporta) пізніше Вігорлат (словац. Vihorlat), який мав 1200 співробітників. Приватизація та криза в машинобудуванні завод зруйнувала. У даний час у машинобудівній промисловості продовжують свою роботу компанії Ковострой (словац. Kovostroj) і Лабстрой (словац. Labstroj).

### Основні роботодавці

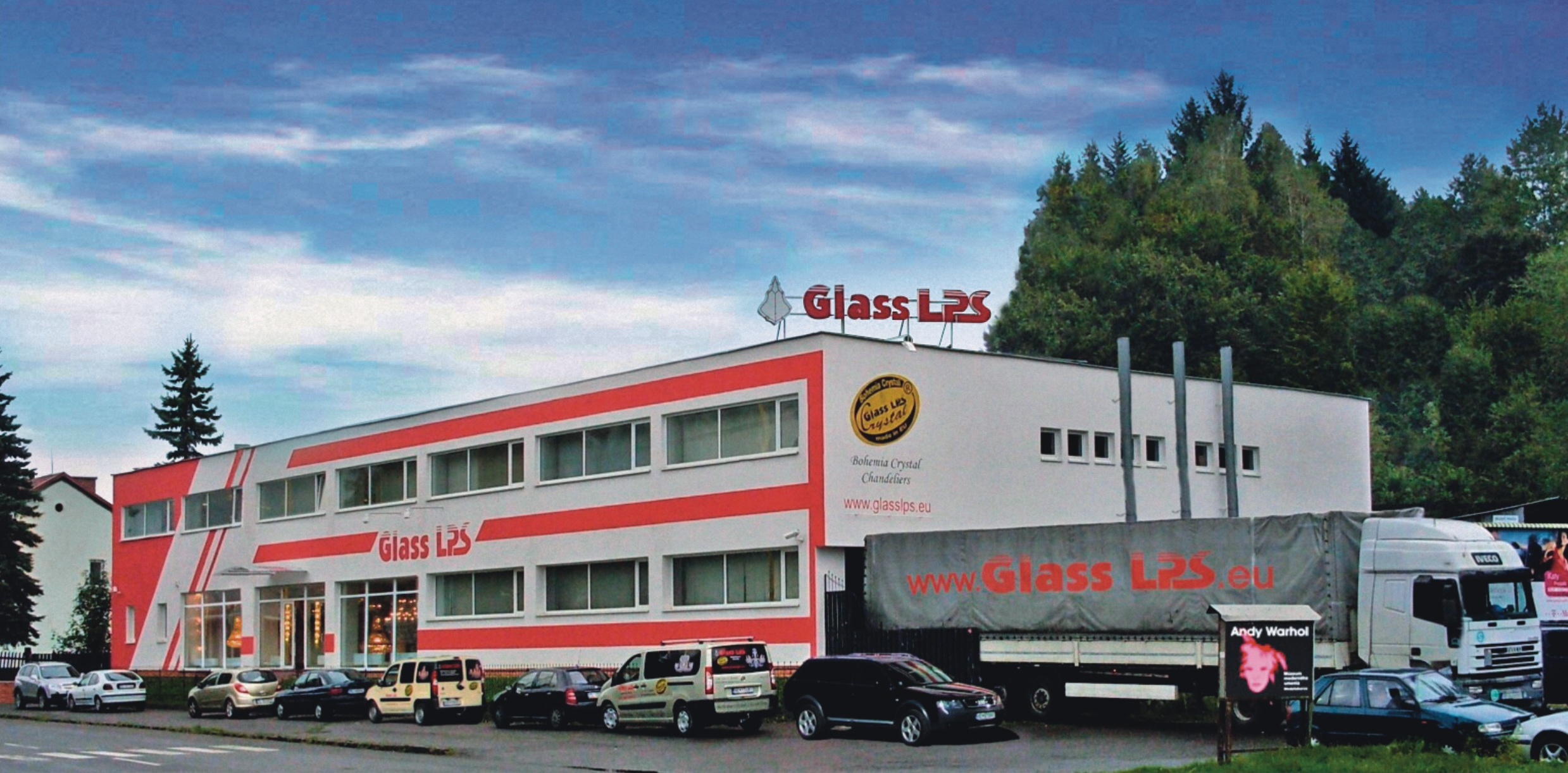
Glass LPS — виробник кришталевих люстр.

- Glass LPS ТОВ
- Kovostroj AT
- Labstroj TOB

## Освіта
У Меджилабірцях працює кілька дитсадків, дві початкові школи. Дві середні школи, машинобудівна та сільськогосподарська адміністраційно об'єдналися в одну середню політехнічну школу, гімназія з 1945 року припиняє своє існування.

## Культура

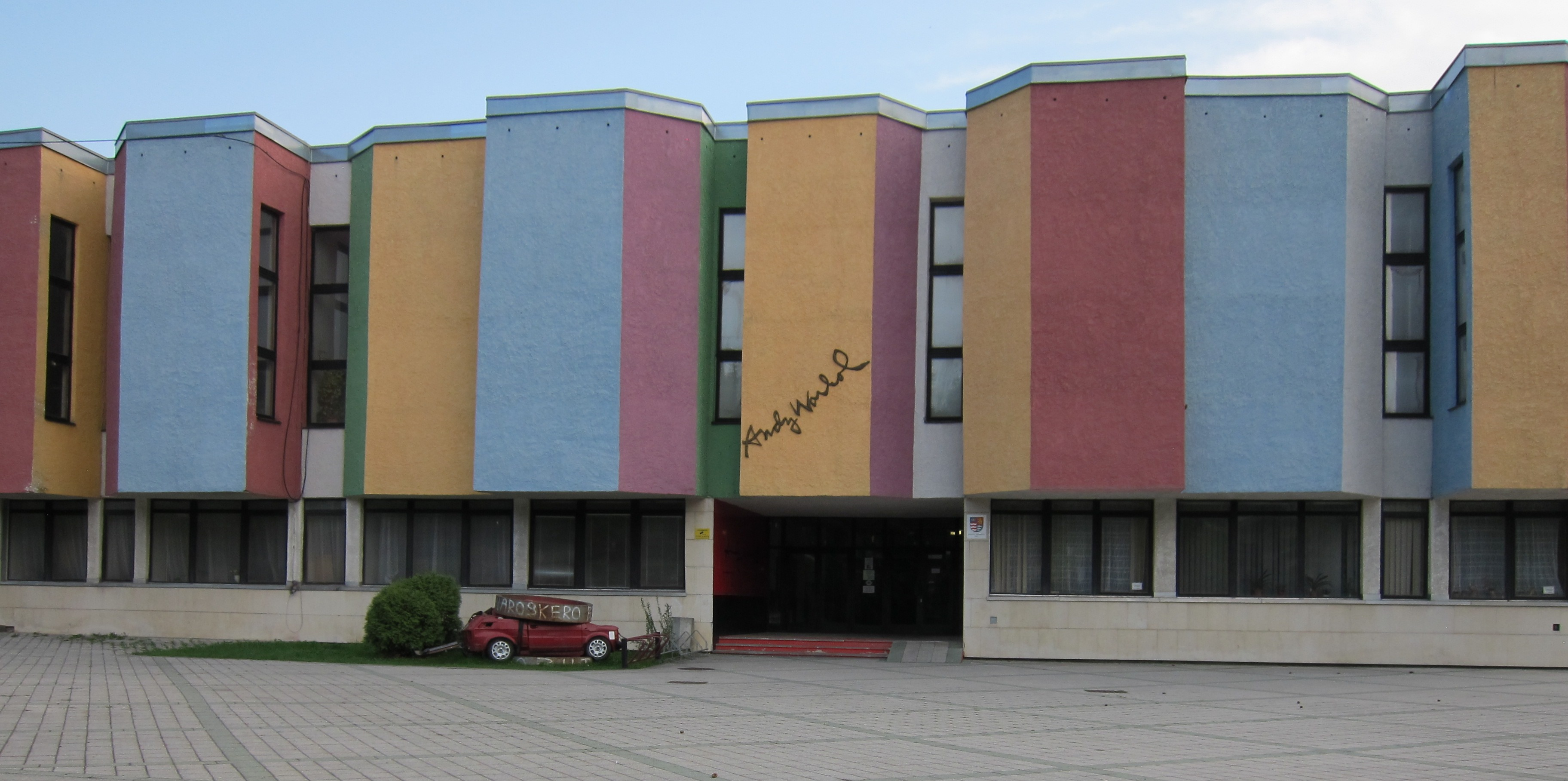
Музей сучасного мистецтва ім. Енді Воргола

- Музей сучасного мистецтва імені Енді Воргола (Андрія Вархоли) (словац. Múzeum moderného umenia Andyho Warhola), батьки якого родом із недалекого села Микова Стропковського округу.[6]
- Мініскансен у парку за містом
- Фестиваль культури та спорту- відбувається кожний рік в місяці червні в місцевому амфітеатрі в парку за містом (організує Русинська оброда)
- Фестиваль драми та художнього слова ім. Олександра Духновича- загальнодержавний україномовний конкурс декламаторів та театральних гуртків, (організує Союз Русинів-Українців Словаччини кожний рік в місяці травні)

### Храми

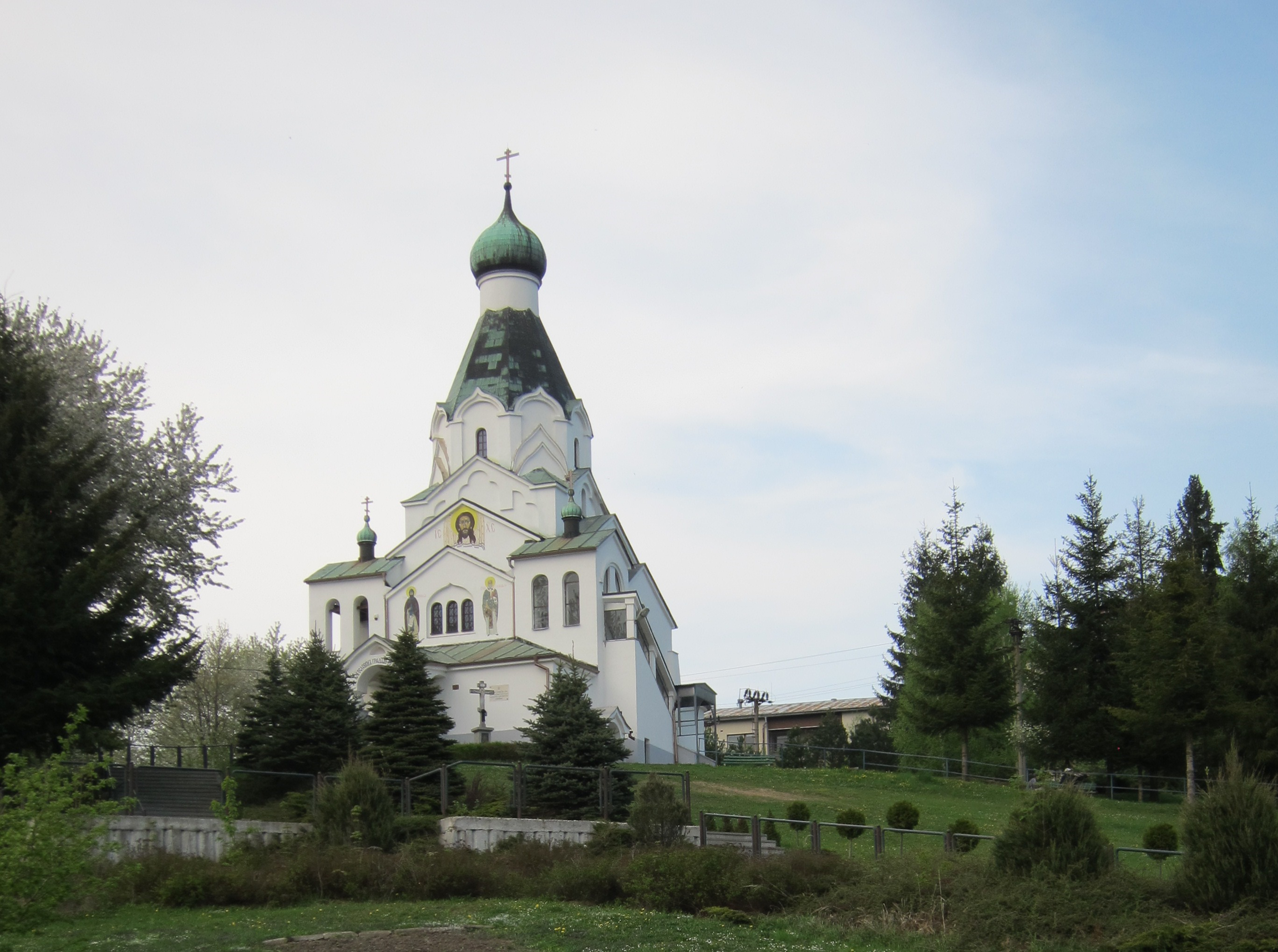
Православна церква св. Духа

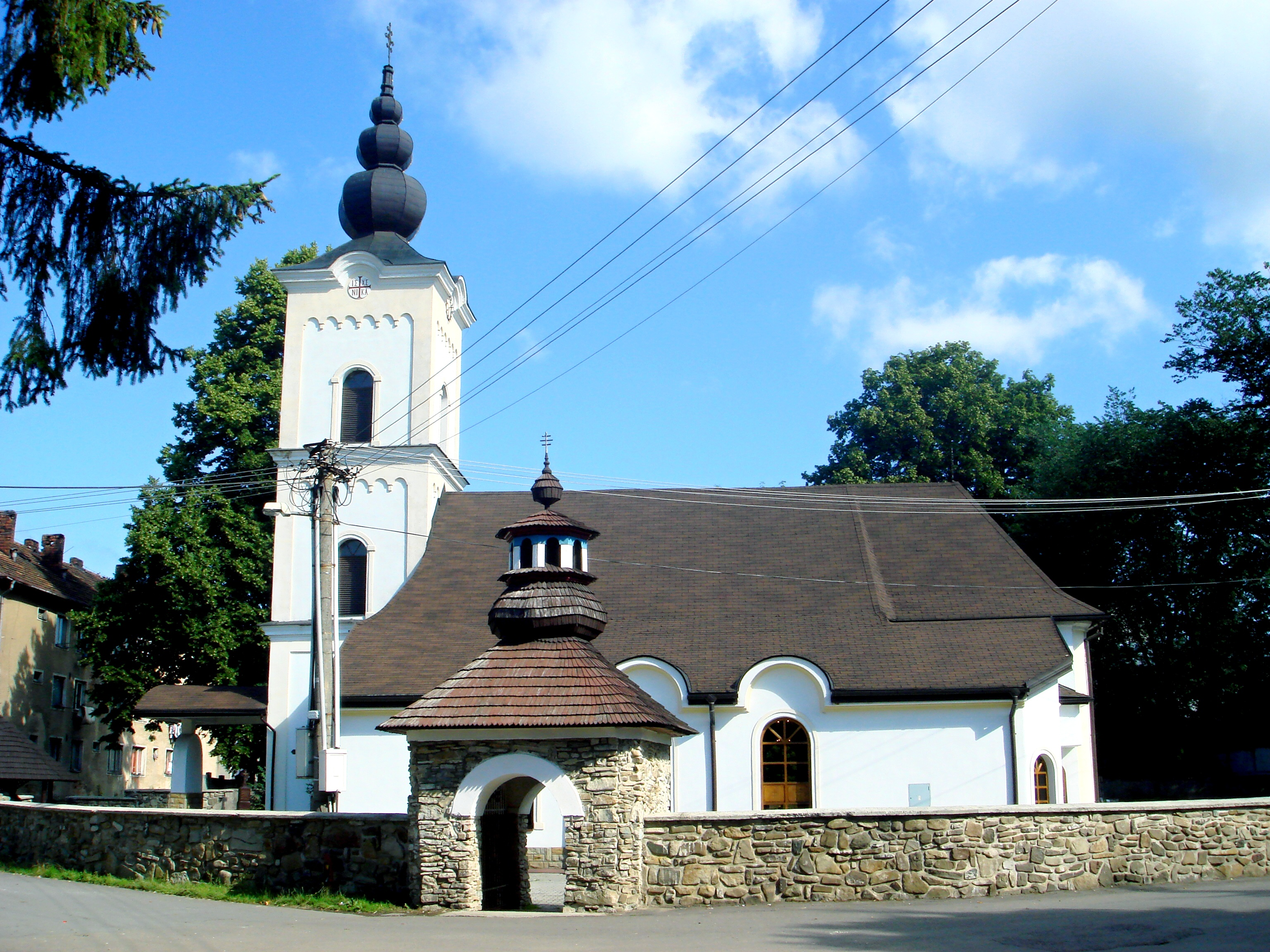
Греко-католицька церква св. Василія Великого

У Меджилабірцях є греко-католицька церква святого Василя Великого з кінця 18 століття в стилі класицизму, перебудована в 1878 році, єдиний в окрузі римо-католицький костел Діви Марії з 1903 року в стилі сецесії та православна церква святого Духа з 1949 року в історичному стилі за проектом Володимира Січинського, як пам'ятник полеглим у війнах, з 1963 року національна культурна пам'ятка.
У міській частині Борів є греко-католицька парафіяльна церква святого Архангела Михайла з 1778 року в стилі бароко, перебудована в 1873 році в стилі класицизму, з 1963 року національна культурна пам'ятка.
У міській частині Видрань є греко-католицька парафіяльна церква святого Архангела Михайла з 1874 року та православна церква святого Архангела Михайла з 20 століття.

## Населення
| Рік:            | 1994. | 2004.   | 2014.   | 2024.    |
| --------------- | ----- | ------- | ------- | -------- |
| Кількість осіб: | 6646  | 6665    | 6703    | 5723     |
| Різниця:        |       | +0,28 % | +0,57 % | -14,62 % |

| Рік:            | 2023. | 2024.   |
| --------------- | ----- | ------- |
| Кількість осіб: | 5747  | 5723    |
| Різниця:        |       | -0,41 % |

У місті проживає 6 586 чол.
Національний склад населення (за даними останнього перепису населення — 2001 року):
- словаки- 56,42 %
- русини- 34,16 %
- українці- 6,13 %
- цигани (роми)- 1,11 %
- чехи- 0,68 %
- угорці- 0,09 %
- поляки- 0,07 %

Склад населення за приналежністю до релігії станом на 2001 рік:
- греко-католики- 41,54 %,
- православні- 40,07 %,
- римо-католики- 10,15 %,
- протестанти (еванєлики)- 0,33 %,
- гусити- 0,07 %,
- не вважають себе віруючими або не належать до жодної вищезгаданої церкви- 5,54 %

### Видатні постаті
- Мацинський Іван (1922—1987) — український поет та перекладач, директор Українського національного театру, народився в Меджилабірцях
- Вацлавський Михайло — основоположник корпоративного руху в краї, до містечка прийшов в 1924 р. як шкільний інспектор родом з галицької Сіняви (пол. Sieniawa),
- Прокіпчак Іван (1917—1991) — український і словацький письменник, публіцист, громадський діяч. Член Спілки словацьких письменників.
- Мушка Юлій — художник.

## Партнерські міста
- Намешть над Ославою, Чехія
- Козеніце, Польща